# Coleophora tengstroemella
Coleophora tengstroemella é uma espécie de mariposa do gênero Coleophora pertencente à família Coleophoridae.